# 칠원읍
칠원읍(漆原邑)은 대한민국 경상남도 함안군의 읍이다. 함안군의 동북에 위치하며, 북으로 칠서면, 칠북면과 접하고, 동남쪽으로 창원시에 인접하고 있다. 북쪽으로 낙동강 줄기를 끼고, 남쪽으로 창원시와 인접하고 있다. 칠서면, 칠북면과 함께 삼칠 (三漆, 칠원 (漆原), 칠서 (漆西), 칠북 (漆北)에서 칠 (漆) 자만 따서 만들어진 말)권을 이루고 있다.

## 연혁
칠원은 삼한시대에 변진 12개국의 하나인 접도국이었으며, 가야시대에 와서는 칠포국이었다. 신라시대에는 칠토현이라 하였으나 757년 신라 경덕왕 16년에 칠제현으로 개칭되었다. 940년 고려 태조 23년에 칠원으로 칭하였으며, 1018년 현종 9년에 금주(김해)의 속현이 되었다. 1906년 함안군과 합병되면서 그 이름을 그대로 이어받아 칠원면이라 칭하였으며, 1983년 2월 15일 칠북면 운서리 및 운곡리의 4개마을이 편입되었고, 2000년 9월 29일 무기리 무기마을을 무기1리, 무기2리 마을로 분동하였다.(10개리 26개마을) 그 후 대단위 아파트의 형성 등으로 주민편의를 고려, 2008년 11월 19일 구성리 이현마을을 동성, 이현 마을로 분동, 오곡리 호곡마을을 호곡, 자이1, 자이2, 자이3마을로 분동, 무기리 무기1마을을, 무기1, 갈티마을로 분동, 2009년 7월 호곡마을의 벽산블루밍 아파트의 분동으로 현재 10개리 32개 마을을 관할하고 있다.
2014년 7월 기준 인구를 2만명을 넘긴 2만 526명이 되었으며 시가지 인구 비율 및 도시적 산업 종사비율과 같은 읍 승격 요건을 충족해 2015년 1월 1일부로 칠원면에서 칠원읍으로 승격되었다.

## 행정 구역
- 구성리(龜城里)
- 무기리(舞沂里)
- 용산리(龍山里)
- 용정리(龍亭里)
- 유원리(柳原里)
- 운서리(雲西里)
- 운곡리(雲谷里)
- 오곡리(梧谷里)
- 예곡리(禮谷里)
- 장암리(藏岩里)

## 교육
- 칠원초등학교
- 예곡초등학교
- 유원초등학교
- 호암초등학교
- 호암중학교